# مدرعات الرأس
مدرعات الرأس (الاسم العلمي: Cephalaspis) هو جنس أحادي النمط، قد تكون من مدرعات العظم الفقاري اللافكية المنقرضة. وهي سمكة من آكلات الحتات تعيش في مصبات الأنهار في فترة الديفوني المبكر.